# Museu Sherlock Holmes
O Museu Sherlock Holmes (em inglês:  Sherlock Holmes Museum) é um museu privado britânico dedicado ao detetive ficcional Sherlock Holmes. Foi fundado a 27 de março de 1990 e está situado na Baker Street, em Londres, Inglaterra, na mesma rua onde Arthur Conan Doyle fez residir Holmes na fictícia 221B. Atualmente o museu é gerido pela Sherlock Holmes Society of England, uma organização sem fins lucrativos.
O museu possui exposições de itens de várias adaptações diferentes de Sherlock Holmes e recriações de cenas da série Sherlock Holmes de 1984 da Granada Television.

## Disputa de numeração

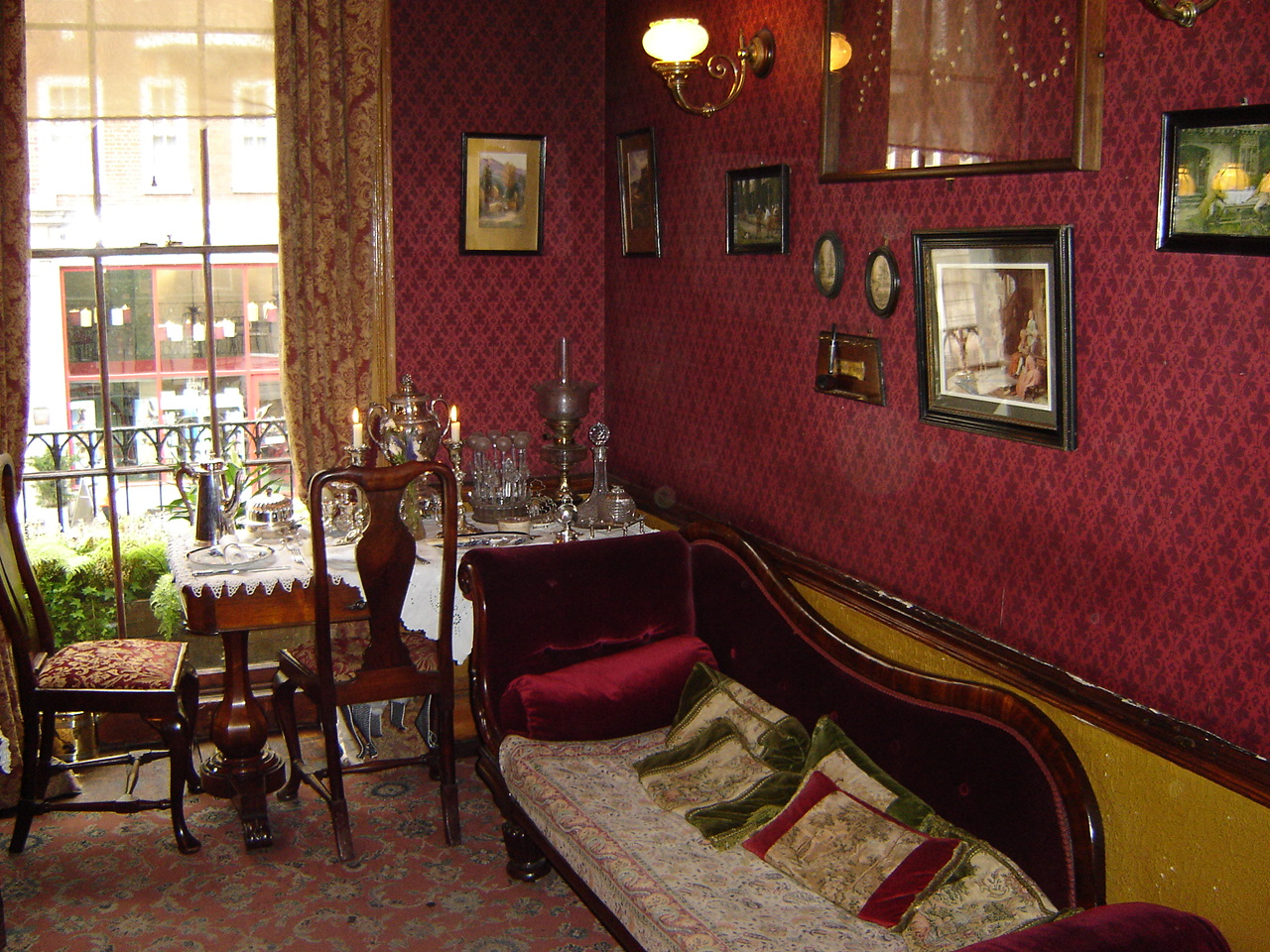
A sala de estar, no segundo andar do Museu Sherlock Holmes em Londres. Fotografia de 2007, por Jordan 1972.

O endereço 221B foi o objeto de uma disputa prolongada entre o museu e o prédio vizinho da Abbey National. Desde a década de 1930, o Royal Mail esteve entregando correspondências endereçadas para Sherlock Holmes no Abbey National Bank, e eles haviam empregado um secretário especial para lidar com tais correspondências. O museu fez vários apelos para que tais correspondências fossem entregues ele, com o fundamento de que era a organização mais adequada para responder às correspondências, em vez do banco cujo principal negócio era emprestar dinheiro cobrando juros. Embora essas iniciativas não tenham dado resultado, o problema foi finalmente resolvido em 2002, quando o Abbey National desocupou sua sede depois de setenta anos, e as correspondências são atualmente entregues ao museu.

## Objeções familiares
Jean Conan Doyle deixou clara sua falta de entusiasmo pelo museu quando foi questionada sobre o assunto. Ela era muito contra a ideia de sugerir que a criação de seu pai era uma pessoa real e sabia que a presença do museu reforçaria a ideia nas cabeças de muitos de que Holmes realmente existiu. Essa ideia foi reforçada ainda mais pela presença de uma placa azul comemorativa no exterior que afirma os anos da suposta residência de Holmes. Ainda que a placa seja semelhante em design àquelas erguidas pelo English Heritage como parte do esquema de placas de Londres, ela não faz parte daquele esquema, pois seus critérios de seleção excluem a comemoração de personagens inteiramente ficcionais.
O Museu ofereceu à Dama Jean a oportunidade de criar uma sala no museu dedicada ao seu pai, mas essa oferta foi rejeitada e, desde então, os últimos pertences restantes de Sir Arthur Conan Doyle foram vendidos em leilões.

## Galeria

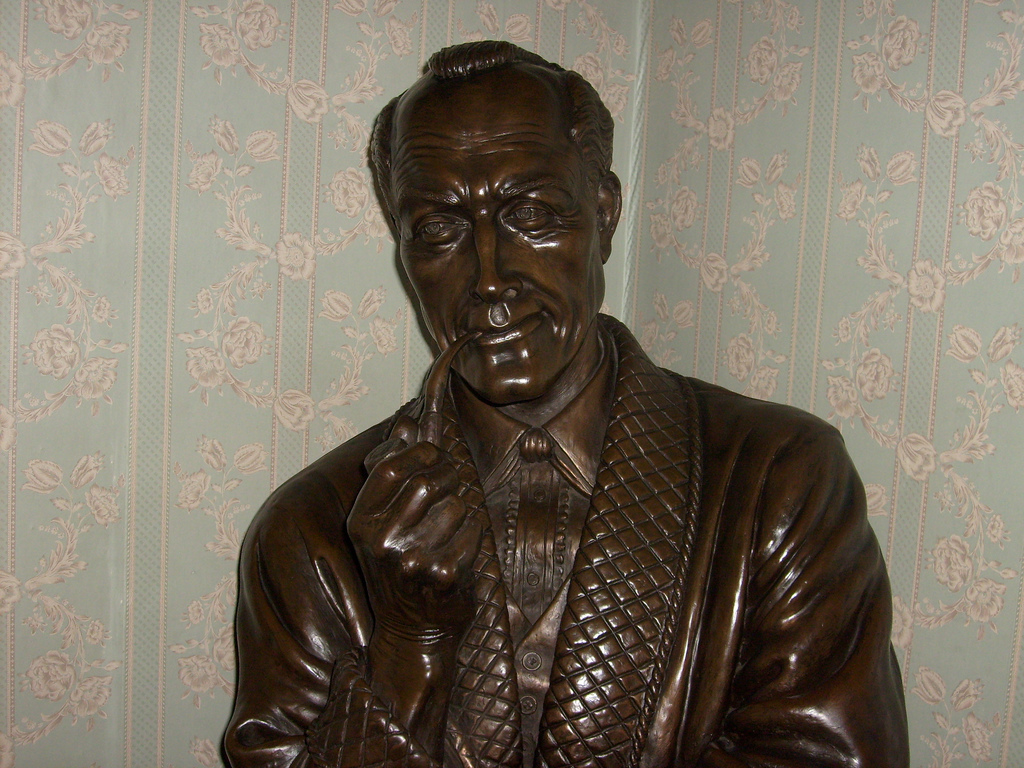
Estátua de Holmes.
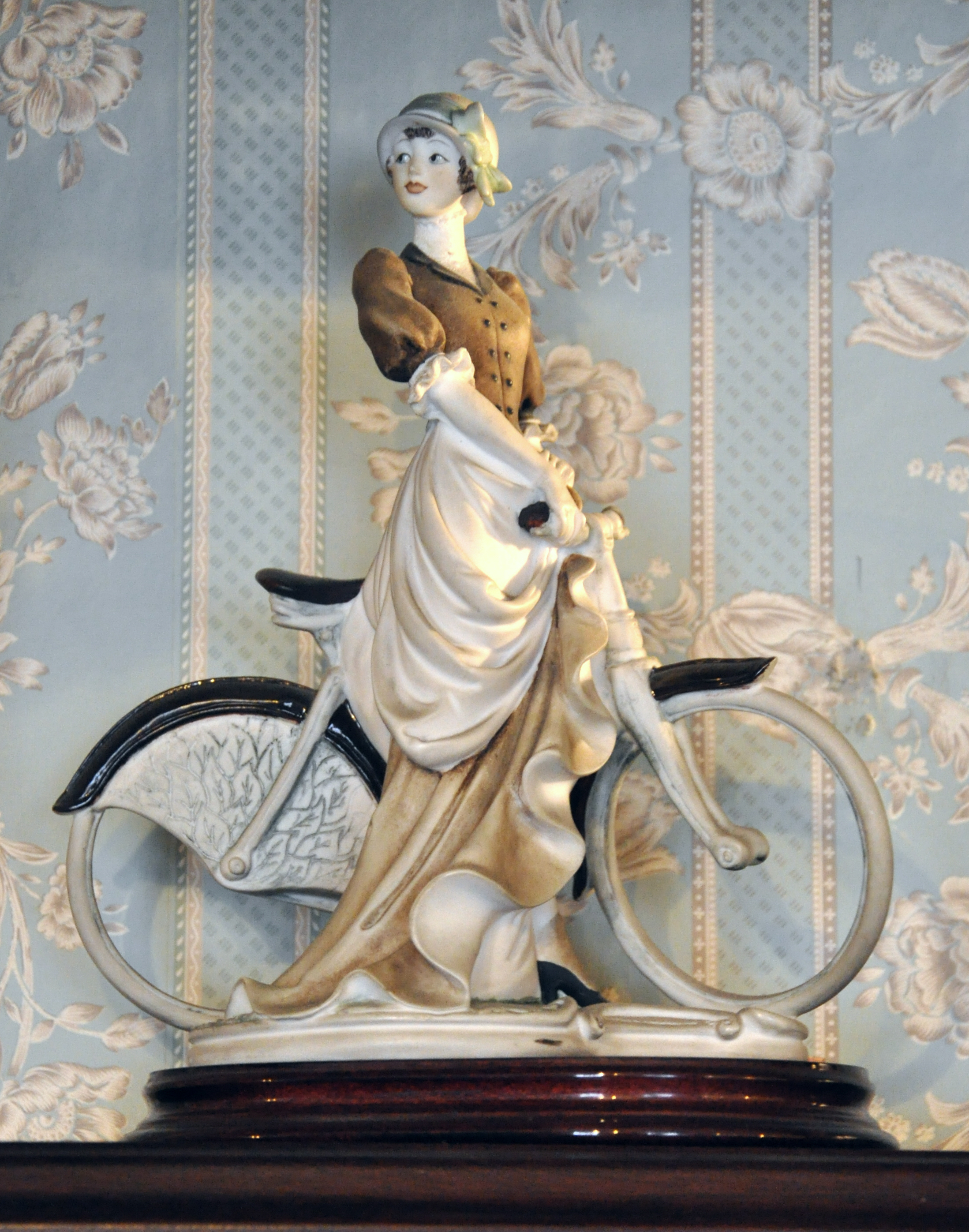
Escultura duma ciclista, sendo colocada em exposição para ilustrar o conto "The Adventure of the Solitary Cyclist"